# Jeffrey Swann
Jeffrey Swann (Williams,  24 de novembro de 1951) é um famoso pianista clássico.[1]
Swann nasceu no Arizona mas mudou-se para Dallas, Texas, quando era criança. Ele começou os estudos de pianos quando tinha quatro anos. Enquanto frequentava o St. Mark's School of Texas, ele estudou por sete anos com Alexander Uninsky no Southern Methodist University em Dallas. Recebeu sua graduação e mestrado de Música da Juilliard School sob a direção de Beveridge Webster, e completou seu doutorado de Artes Musicais sob a direção de Adele Marcus, graduando com a mais alta honra. Durante este tempo, ele venceu o Concerto Internacional para Jovens Artistas em 1974 e abriu a temporada de 1975-1976 no Carnegie Hall como sua estreia em Nova York.
Ele ganhou o primeiro prêmio da competição Dino Ciani patrocinada pela La Scala em Milão, segundo prêmio na Competição de Musica da Rainha Elisabeth em Bruxelas,[2] e menções honrosa no Varsóvia Chopin, Van Cliburn, Vianna da Motta e Competições em Montreal.